# Vasili Rudenkov
Vasili Rudenkov (Unión Soviética, 3 de mayo de 1931-2 de noviembre de 1982) fue un atleta soviético, especializado en la prueba de lanzamiento de martillo en la que llegó a ser campeón olímpico en 1960.

## Carrera deportiva
En los JJ. OO. de Roma 1960 ganó la medalla de oro en el lanzamiento de martillo, con una marca de 67.10 metros que fue récord olímpico, superando al húngaro Gyula Zsivótzky y al polaco Tadeusz Rut (bronce con 65.64 metros).